# Parhippopsis columbiana
Parhippopsis columbiana är en skalbaggsart som beskrevs av Stefan von Breuning 1973. Parhippopsis columbiana ingår i släktet Parhippopsis och familjen långhorningar. Inga underarter finns listade i Catalogue of Life.